# Dito di zinco

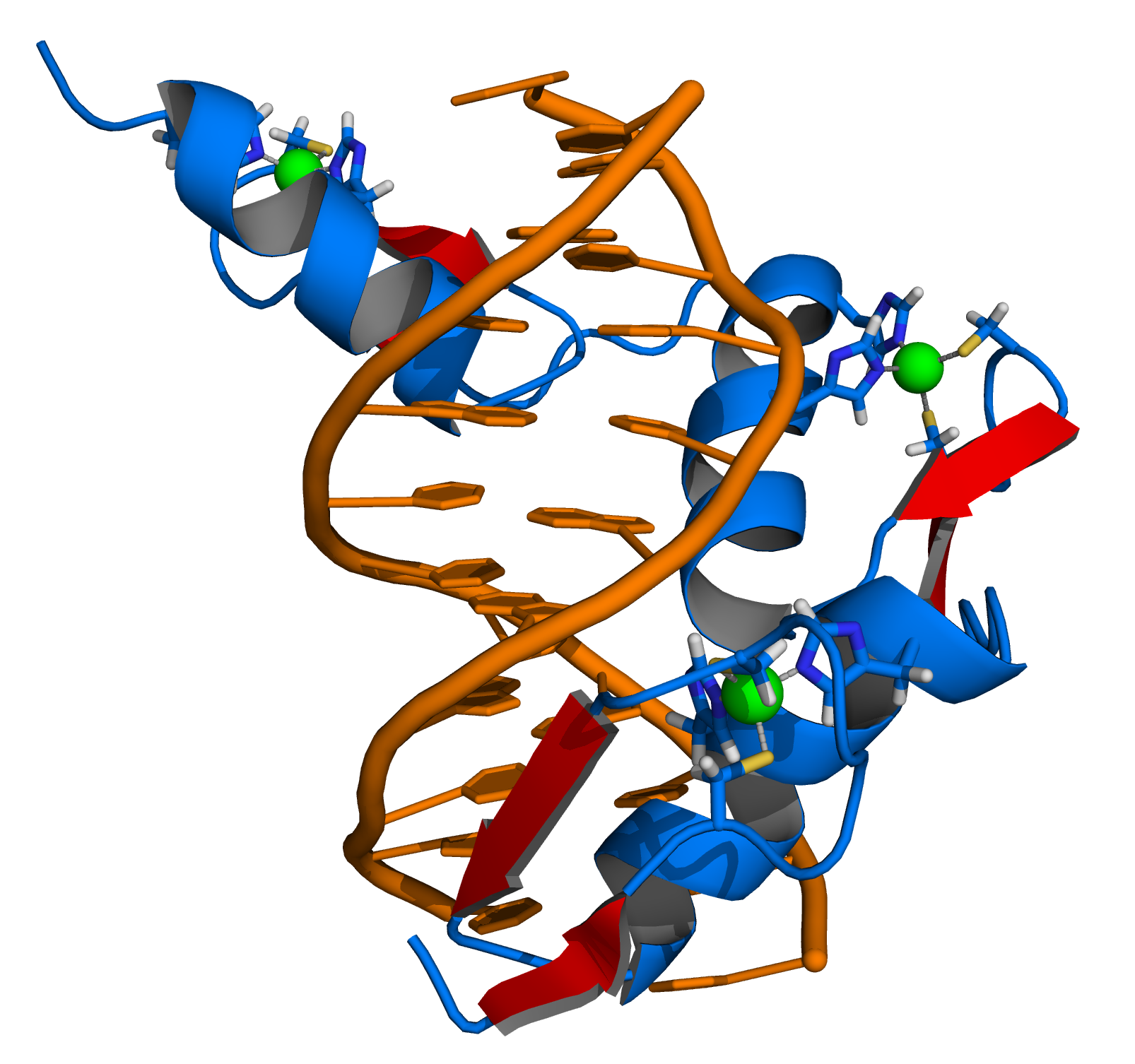
Rappresentazione della proteina Zif268 (in blu), contenente 3 dita di zinco (in verde), nel complesso con il DNA (in arancione).

I motivi a dito di zinco (o, con accezioni leggermente differenti tra loro, zinc finger o zinc cluster) sono specifiche regioni proteiche in grado di legare il DNA.

## La scoperta
Le dita di zinco svolgono un ruolo importante nel riconoscimento del DNA. La loro scoperta è stata possibile grazie al fattore di trascrizione TFIIIA degli ovociti della rana acquatica Xenopus laevis.

### Zinc Finger

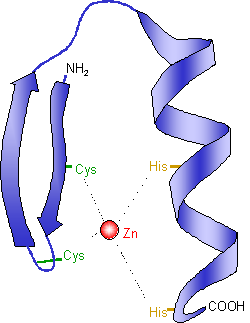
In questa rappresentazione si evidenziano i legami di coordinazione che lo zinco effettua con residui di cisteina (in verde) ed istidina (in giallo)

I motivi zinc finger sono caratterizzati dalla presenza di un atomo di zinco o nel caso dei motivi zinc cluster da due. 
Le proteine che presentano questi motivi sono caratterizzati da un alfa elica che si inserisce nel solco maggiore del DNA prendendo interazione con le basi. Sulla faccia dell'elica si trovano residui di istidina che vanno ad interagire con l'atomo di zinco.
L'interazione con l'atomo di zinco permette di mantenere saldamente posizionata l'elica all'interno del solco maggiore poiché lo zinco stesso interagisce con residui di cisteina posizionati sulla faccia di due foglietti beta antiparalleli. Molto spesso i motivi zinc finger possono essere collegati l'uno all'altro grazie ad interazioni testa coda, provocando due importanti reazioni:
- La prima è che in questo modo la quantità di DNA riconosciuto è maggiore
- La seconda è che l'interazione con il DNA si fa più forte

## Riconoscimento modulare
Le sequenze delle dita di zinco si intrecciano attorno ai filamenti di DNA e dell'RNA, legandosi nelle invaginazioni, inserendo così gli amminoacidi per la lettura delle basi azotate; se le dita di zinco sono legate più duramente, queste possono leggere sequenze più lunghe di DNA.

## Varianti
Una variante possono essere i motivi zinc cluster usati ad esempio nell'attivatore di lievito gal4 per legare il DNA nel suo specifico sito di legame.